# 中華民國陸軍臺東地區指揮部
陸軍臺東地區指揮部，隊名「鎮東部隊」，為陸軍花東防衛指揮部下轄地區指揮部，係中華民國國軍駐守於臺灣臺東地區轄區之陸軍部隊，指揮官編階陸軍少將。戰時負責臺灣臺東地區的作戰指揮和軍事管制。前身為陸軍步兵第三〇五師。

## 沿革

### 抗戰時期
- 1937年7月1日，於南京方山整編成「裝甲兵團」，直屬軍政部，團長杜聿明少將。
- 1938年1月，裝甲兵團於湖南湘潭七里舖，擴編為「國民革命軍第二OO師」。
- 1938年11月，以第二OO師為基幹，擴編為新編第十一軍（轄第二OO師、新編第二十二師、第九十六師），原第二OO師戰車團（第一一四九團、第一一五O團）之戰車營合編為軍直屬裝甲兵團。
- 1939年8月1日，國民政府軍事委員會令新編第十一軍變更番號為國民革命軍第五軍。
- 1939年12月，參加桂南會戰之崑崙關戰役。
- 1942年3月，編入中國遠征軍，參加緬甸戰役。

### 戡亂時期
- 1945年，該師移駐雲南省昆明市。1946年12月，開赴漢口市。
- 1947年1月，該師移防徐州，奉命參與孟良崮战役外圍戰鬥，其後與解放軍在魯西地區交戰十餘次，皆取得勝利。9月，第二OO師整編為第二OO旅。該旅其後在豫東、魯西地區承擔機動守備任務。
- 1948年6月，該旅在桃林岗被華東野戰軍第十縱隊重創，旅长张毓英被撤職。9月，恢復第二OO師番號。
- 1949年1月，該師在徐蚌會戰中被解放軍華東野戰軍包圍殲滅，小部分兵員突圍[3]。

## 在台時期

### 重建初期
戰後，第二OO師重建。
- 1955年7月1日，整編為「陸軍第二十四師」。
- 1969年12月，執行「嘉禾一號專案」，整編為「陸軍預備第五師」。
- 1970年，執行「東進演習」，進駐臺東。
- 1976年，執行「統一型態專案」整編為「陸軍步兵第三○五師」。
- 1984年，執行「陸精四號專案」，撥編為「陸軍步兵第二一零師第六二九旅」。

### 精實時期
- 1999年，因「精實案」，改編成「陸軍步兵第三二九旅」（東成部隊），其後因應駐地營區內進駐戰車，通信，工兵，憲兵，裝甲騎兵連……等等各式不同兵科，再次變更番號為陸軍步兵第一二九旅，台東守備旅為當時全台第二個混合編成的聯合兵種旅。

### 精進時期
- 2005年4月，因「精進案」，改編為「陸軍臺東地區指揮部」迄今。[2]

## 指揮管轄
- 陸軍臺東地區指揮部
指揮官 一位 少將
副指揮官 一位 上校
參謀主任 一位 上校
副參謀主任 一位 中校
政戰主任 一位 上校

## 編制

### 直屬單位
- 本部連（太平營區）
- 工兵連（太平營區）
- 裝甲騎兵連（太平營區）
- 通資作業連（太平營區）

### 下轄單位
- 機械化步兵第一營（營部連+機步連×3）（太平營區）
- 機械化步兵第二營（營部連+機步連×2+戰車連×1）（太平營區）
- 混合砲兵營（營部連+砲兵連×3）（太平營區）

## 隊徽含意
- 正方形：代表固守本島四周，保衛國家之象徵。
- 草綠、海藍、天藍三色：代表中央山脈、太平洋、天空，寓意守護背山面海的台東地區。
- 鷹頭：象徵冷靜、敏捷、勇猛、警覺。寓意守備部隊具有縝密思考迅敏之指揮、勇猛頑強的部隊、具有平時高度戒備之警覺、戰時敏捷出其不意之戰術作為。